# Antonina Luksemburska
Antonina, księżna koronna Bawarii, urodzona jako Antoinette Roberte Sophie Wilhelmine von Nassau-Weilburg (ur. 7 października 1899 Lenggries – zm. 31 lipca 1954 Lenzerheide) – księżniczka luksemburska, ostatnia księżna koronna Bawarii.
Córka wielkiego księcia Luksemburga Wilhelma IV i księżniczki Marii Anny Bragança. Jej dziadkami byli: wielki książę Adolf i Adelajda Maria Anhalt-Dessau oraz król Portugalii Michał I Bragança i Adelajda Löwenstein-Wertheim-Rosenberg. Miała pięć sióstr m.in.: dwie wielkie księżnę Luksemburga Maria Adelajda i Karolina.
7 kwietnia 1921 w Lenggries, poślubiła Rupperta Wittelsbacha, księcia koronnego Bawarii, syna ostatniego króla Bawarii Ludwika III i Marii Teresy Habsburg-Este. Ruppert z pierwszego małżeństwa miał syna Alberta. Antonina i Ruppert mieli szóstkę dzieci:
- Henryka Franciszka Wilhelma (1922–1958) ∞ Anna Maria de Lustrac (1927–1999)
- Irmingard Marię Józefę (ur. 1923-2010) ∞ Ludwik Wittelsbach (1913–2008)
- Edytę Marię Gabrielę (ur. 1924–2013) ∞ Tito Tommaso Maria Brunetti (1905–1954); ∞ prof. Gustav Christian Schimert (1910–1990)
- Hildę Hildegardę Marię (1926–2002) ∞ Juan Bradstock Edgar Lockett de Loayza (1912–1987)
- Gabrielę Adelgundę Marię (ur. 1927) ∞ Karol, książę Croÿ, lord Dülmen (ur. 1914)
- Zofię Marię Teresę (ur. 1935) ∞ Jean-Engelbert, książę Arenberg (ur. 1921)

Mąż Antoniny był przeciwnikiem nazizmu, wraz z rodziną w 1939 roku udał się na emigrację do Włoch. Następnie rodzina przeniosła się na Węgry. W październiku 1944 roku Niemcy wkroczyli na Węgry, zaś Antonina wraz z dziećmi została aresztowana, jej mąż w tym czasie przebywał we Włoszech. Trafili do obozów koncentracyjnych: KL Sachsenhausen i KL Dachau. Zostali uwolnieni z Dachau przez wojska amerykańskie. Zmarła w 31 lipca 1954 roku w miejscowości Lenzerheide w Szwajcarii.